# Anacroneuria starki
Anacroneuria starki är en bäcksländeart som beskrevs av Fenoglio och Morisi 2002. Anacroneuria starki ingår i släktet Anacroneuria och familjen jättebäcksländor. Inga underarter finns listade i Catalogue of Life.